# Matthias Gohl
Matthias Gohl (Teese Gohl, Tisse Gohl; * 1956) ist ein Schweizer Filmmusikproduzent und -komponist.
Gohl produzierte die Filmmusiken zu zahlreichen Filmen Elliot Goldenthals (darunter Titus, The Butcher Boy, Interview with a Vampire, Heat, Alien³). Daneben produzierte er Filmmusiken von Carly Simon und David A. Stewart und die mit einem Oskar ausgezeichnete Musik zu dem Film Die rote Violine von John Corigliano.
Er komponierte u. a. die Musik zu Dokumentarfilmen von Ken Burns (The West, Frank Lloyd Wright), zu Mickey Lemles Ram Dass, Fierce Grace, zu Alex Halperns Nine Good Teeth und der Fernsehserie Little Einsteins. 2004 schrieb er für das Münchner Rundfunkorchester die Music For a Film to Be Done. 2005 wurde er für Broadway: The American Musical für einen Emmy Award (Outstanding Music Direction) nominiert.